# Эквадорско-колумбийская война
Эквадорско-колумбийская война также известная как Война Каука (исп. Guerra del Cauca) — военный конфликт, произошедший в 1862-63 годах между Гранадской конфедерацией (позже Соединённые Штаты Колумбии) и Эквадором. 

## Причины войны
Находясь под властью Испанской империи, будущие Колумбия и Эквадор были частями вице-королевства Новая Гранада. После обретения независимости в начале 1810-х они вначале стали частями Великой Колумбии Боливара, а затем к 1830 разделились. Регулярно возникавшие пограничные споры из-за нечёткости границ, установленных ещё во время испанского владычества, вместе с попытками воссоздать Великую Колумбию создавали напряжённость в отношениях между двумя странами. В 1861 году президентом Эквадора стал консерватор Габриель Гарсия Морено, решивший объединить страну, раздираемую классовыми, региональными и языковыми противоречиями, опираясь на римско-католическую церковь. Это накаляло политическую обстановку в стране, так как местные либералы видели в церкви угрозу социальному и политическому прогрессу.

## Ход войны
Колумбийские и эквадорские историки расходятся во мнениях относительно причин войны. По мнению одних, это было вторжение под руководством президента Гарсиа Морено с целью изменения границ, другие называют причиной войны вторжение консервативных сил, преследовавших либералов, на территорию Эквадора. Когда генерал Висенте Фиерро, глава резервации Румичака, пытался предотвратить вторжение, на него напал колумбийский отряд Матиаса Росеро, на что Гарсия Морено ответил армией из 1200 человек, в то время как президент конфедерации Арболеда мобилизовал своих солдат. Обе армии затем столкнулись 31 июля 1862 года в Тулькане (Эквадор), где 1500 гранадцев разбили 1450 эквадорцев, взяв в плен Гарсия Морено, позже отпущенного. 
4 февраля 1863 года Гранадская конфедерация поменяла название на Соединённые Штаты Колумбии, президент которых Томас Сиприано де Москера и Арболеда продолжил оказывать помощь эквадорским либералам в их попытках свергнуть Гарсия Морено. Он, задумав воссоздание Великой Колумбии, вызвал на границу двух стран Гарсию Морено для встречи и обсуждений деталей данного предложения. Когда Морено так и не явился на встречу, Москера перебросил свою армию (6000 человек) к границе. Морено в ответ послал армию в 6000 человек под командованием генерала Хуана Хосе Флореса, бывшего первого президента Эквадора. Флорес пересёк границу и захватил Тумако и Тукеррес. Намерением эквадорцев, помимо политических споров между двумя правительствами, была аннексия региона Пасто, который они считали своим. Москера, видя превосходство кавалерии противника, приказал своим войскам покинуть Пасто, тут же занятый эквадорцами. 
26 ноября Москера перешёл в наступление в направлении Сапуйеса, недалеко от Тукерреса, а затем к Чайтану, где разделил свои силы и атаковал, но был отбит эквадорцами Флореса и отступил вплоть до Куаспуда, где и закрепился.
6 декабря 1863 года в битве при Куаспаде с 4 000 колумбийцев под предводительством Москеры, которые наголову разгромили эквадорцев, потерявших 1 500 убитых и раненых и 2 000 взятых в плен.  Москера после битвы двинулся к Карлосаме, где разместил свой штаб. 7 декабря обе стороны согласились на перемирие. Согласно подписанному мирному договору 30 декабря 1863 года в Ибарре обе страны возвращались к довоенному статусу-кво.

## Историография
Источники об этой довольно незначительной войне чрезвычайно предвзяты. Эквадорцы (Августин Берт) боготворят Гарсия Морено как истинного защитника католической церкви и вменяет худшие мотивы его противникам; колумбийцы демонизируют Гарсию Морено и, таким образом оправдывает любые действия его противников. Значительные разногласия существуют также и о деталях войны, затрагивая даже вопрос о победителе: противники Гарсиа Морено утверждают, что эквадорцы капитулировали после битвы при Куаспаде, в то время как их оппоненты утверждают, что Москера в конце концов был вынужден уступить, так как Гарсиа Морено создал новую армию более мощную, чем первую.